# Heinrichstraße (Bremerhaven)

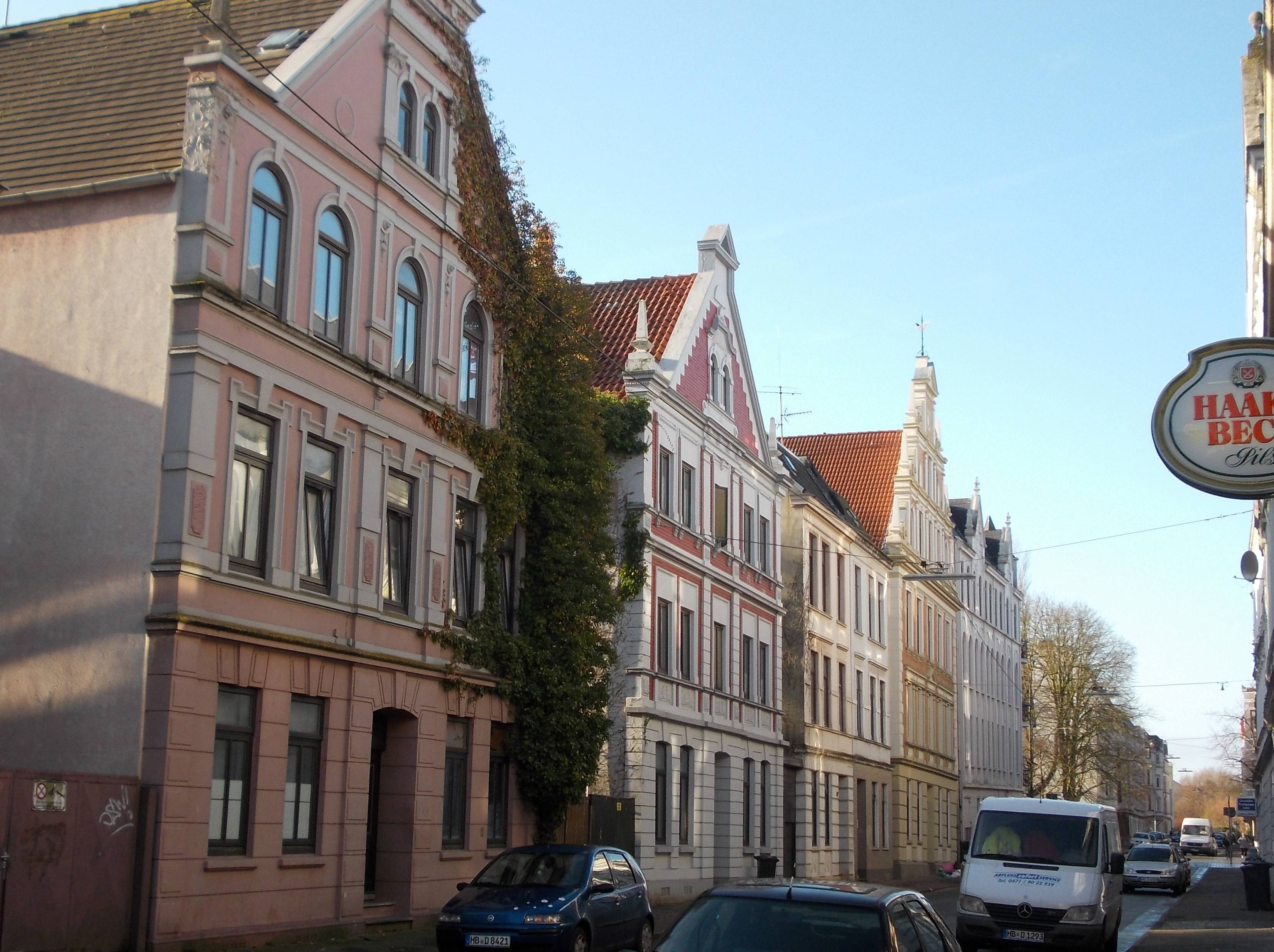
Heinrichstraße

Die Heinrichstraße in Bremerhaven-Lehe führt in Ost-West-Richtung von der Hafenstraße bis zur Pestalozzistraße zum Stadtteil Bremerhaven-Mitte.

## Geschichte

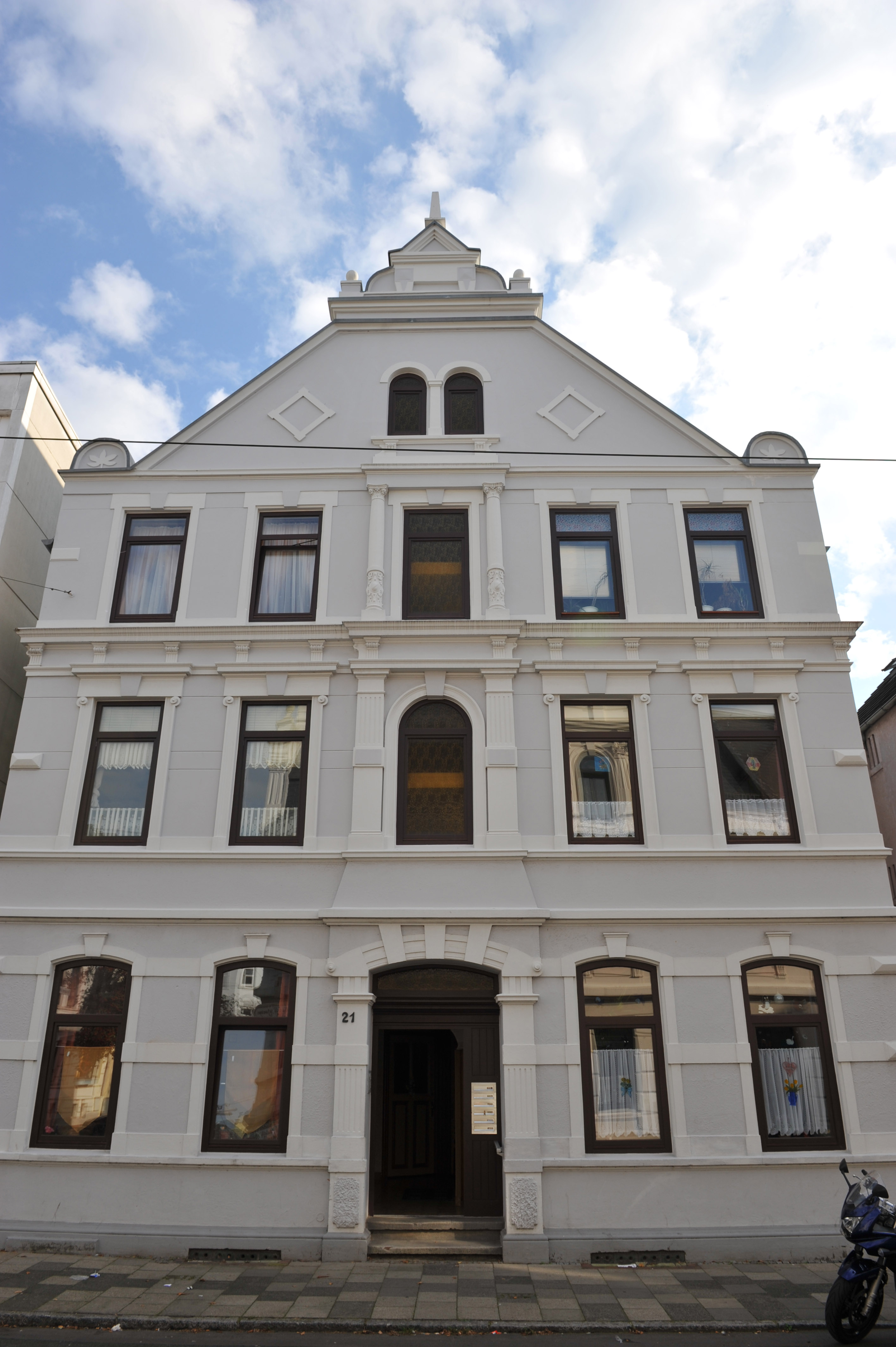
Nr.: 21

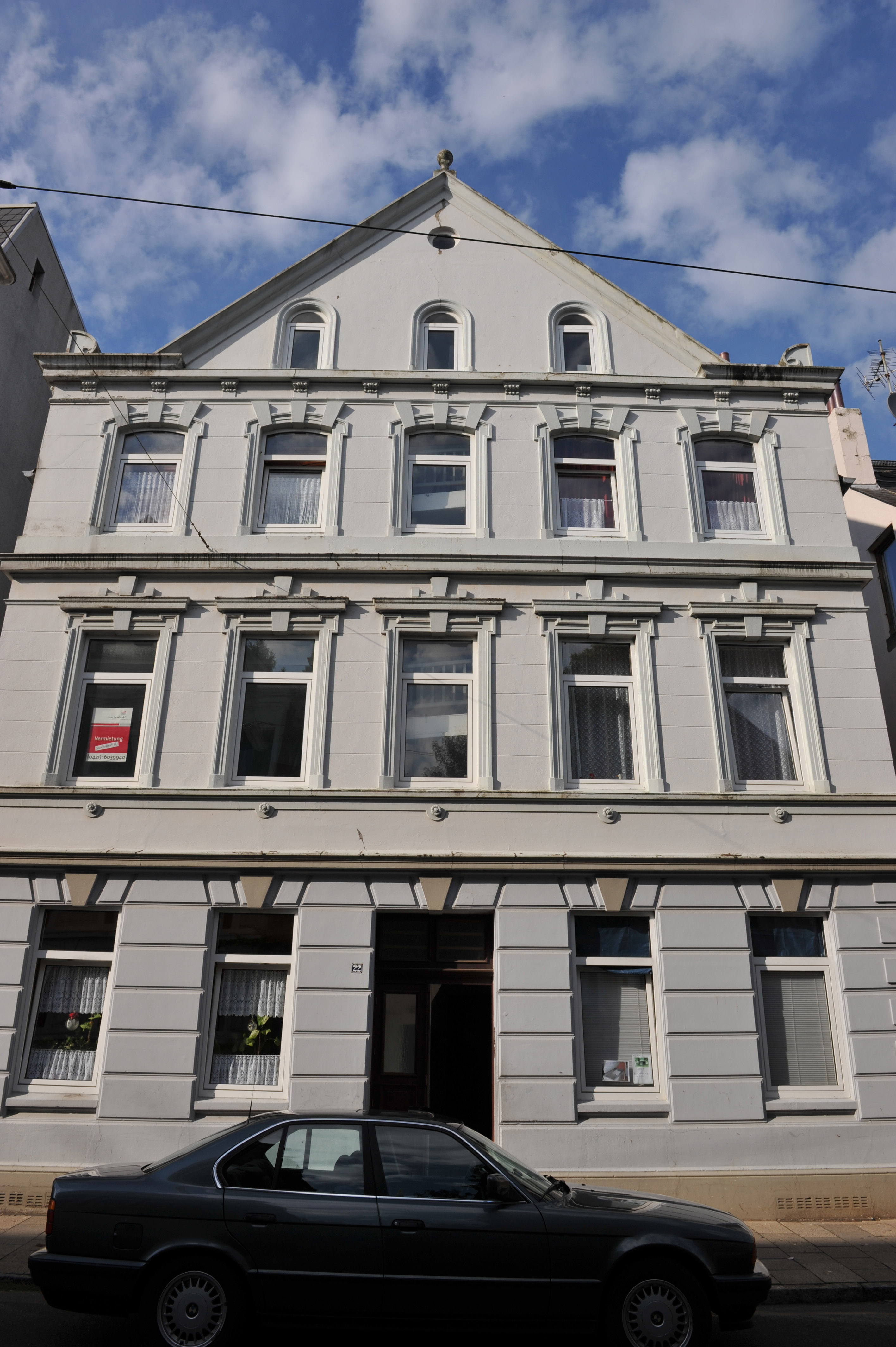
Nr.: 22

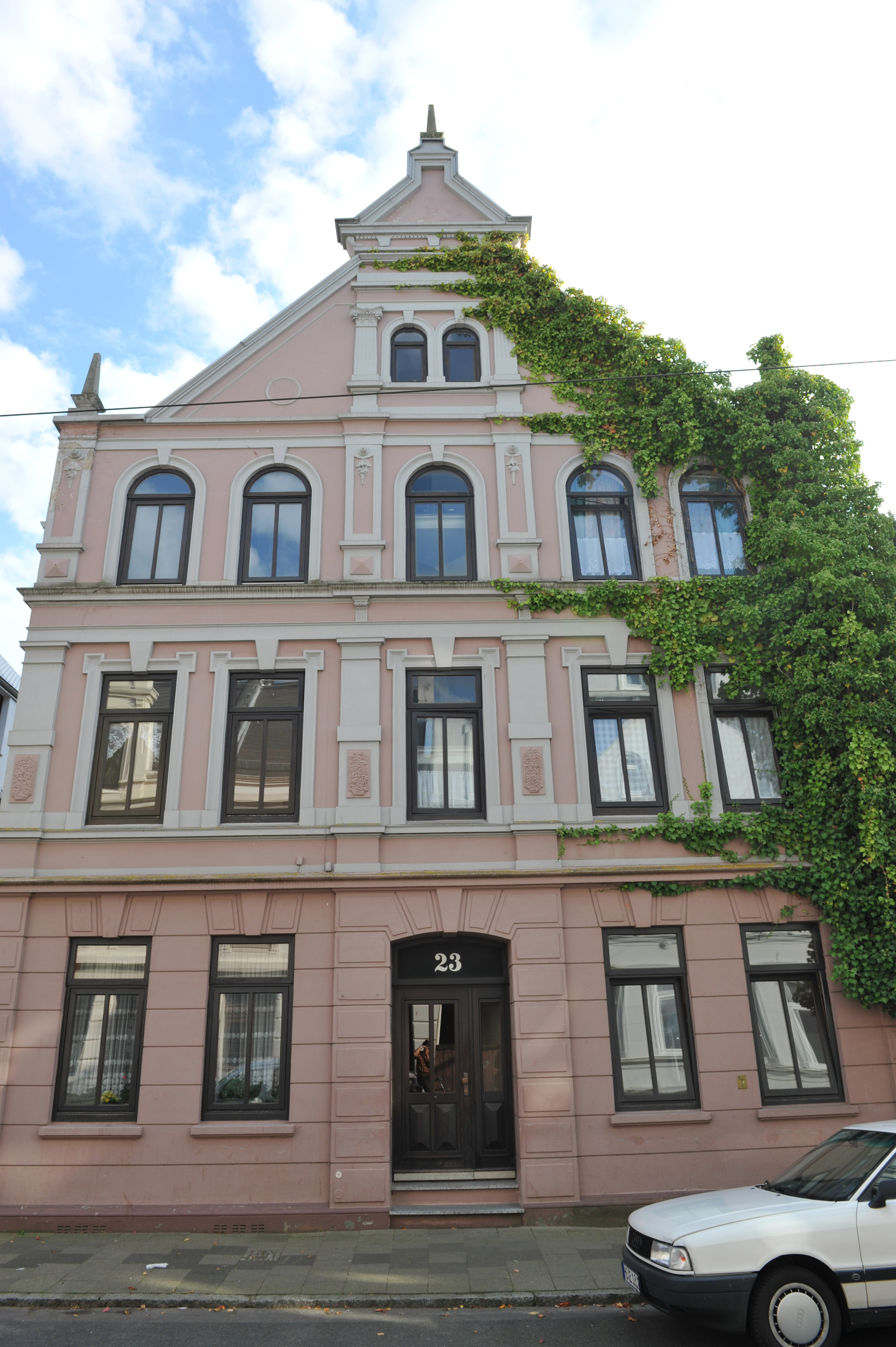
Nr.: 23

Nach der Gründung von Bremerhaven (1827) entstanden zunächst der Alte Hafen, der Neue Hafen und dann die Kaiserhäfen. Alt-Bremerhaven (Mitte) und Lehe wuchsen bis 1900 rasant und hatten 20.315 bzw. 24.301 Einwohner. Für die Arbeiter in den Häfen wurden dringend Mietwohnhäuser erforderlich und gebaut.

### Gebäude, Anlagen
An der Straße stehen eine Reihe von denkmalgeschützten Häusern (D), u. a. im Ensemble Goethestraße.
Die Wohnhäuser, zumeist Mietshäuser, entstanden in den Bauepochen des späten Historismus und der Jahrhundertwende im Stil der Neorenaissance, Neogotik, des Spätklassizismus und später des Jugendstils.
- Nr. 14: 3-gesch. Wohnhaus mit einem Ecktürmchen
- Nr. 18: 3-gesch. Wohnhaus von 1892 (D)
- Nr. 20: 3-gesch. Wohnhaus von 1892 (D)
- Nr. 21: 3-gesch. Wohnhaus, Giebelhaus von 1891 (D), Neorenaissance
- Nr. 22: 3-gesch. Wohnhaus, Giebelhaus von um 1893 (D)
- Nr. 23: 3-gesch. Wohnhaus, Giebelhaus von 1892 (D), Neorenaissance
- Nr. 24: 3-gesch. Wohnhaus von um 1894 (D)
- Nr. 25: 3-gesch. Wohnhaus von um 1894 (D)
- Nr. 26: 3-gesch. Wohnhaus von 1893 (D)
- Nr. 27: 3-gesch. Wohnhaus von um 1915 (D)
- Nr. 28: 3-gesch. Wohnhaus von um 1906 (D) mit zwei Giebelrisaliten, Neorenaissance
- Nr. 29: 3-gesch. Wohnhaus von um 1915 (D)
- Nr. 30: 3-gesch. Wohn- und Geschäftshaus von um 1903 (D)
- Nr. 31: 3-gesch. Wohnhaus, Giebelhaus von 1895, Architekt Wilhelm Pabst (D)
- Nr. 32: 4-gesch. Wohnhaus von um 1905 mit historisierendem Eingang
- Nr. 33: 4-gesch. Wohneckhaus von um 1905 (D), Neogotik
- Nr. 34: 5-gesch. Studentenwohnhaus der Stäwog von 2020, zuvor 4-gesch. Wohnhaus von um 1900
- Goethestraße 41/Heinrichstraße: 2-gesch. Villa von um 1913 (D), Jugend- und Landhausstil
- Nr. 39: Stolperstein für Walter Hermanns
- Nr. 40: 4-gesch. Wohnhaus, Abriss 2010
- Nr. 50 bis 62. 2-gesch. neuere rückgesetzte Reihenhäuser mit Vorgarten
- Grünanlage auf dem ehemaligen Zollinlandplatz, der 1926 auf dem ehemaligen Rangiergelände des Zollinlandbahnhofs als Sportplatz gebaut und später zum Stadion am Zollinlandplatz ausgebaut wurde. Hier spielte der Fußball-Oberligaverein Bremerhaven 93. Nach dem Bau des Nordsee-Stadions von 1975 entstand hier eine Grünanlage.

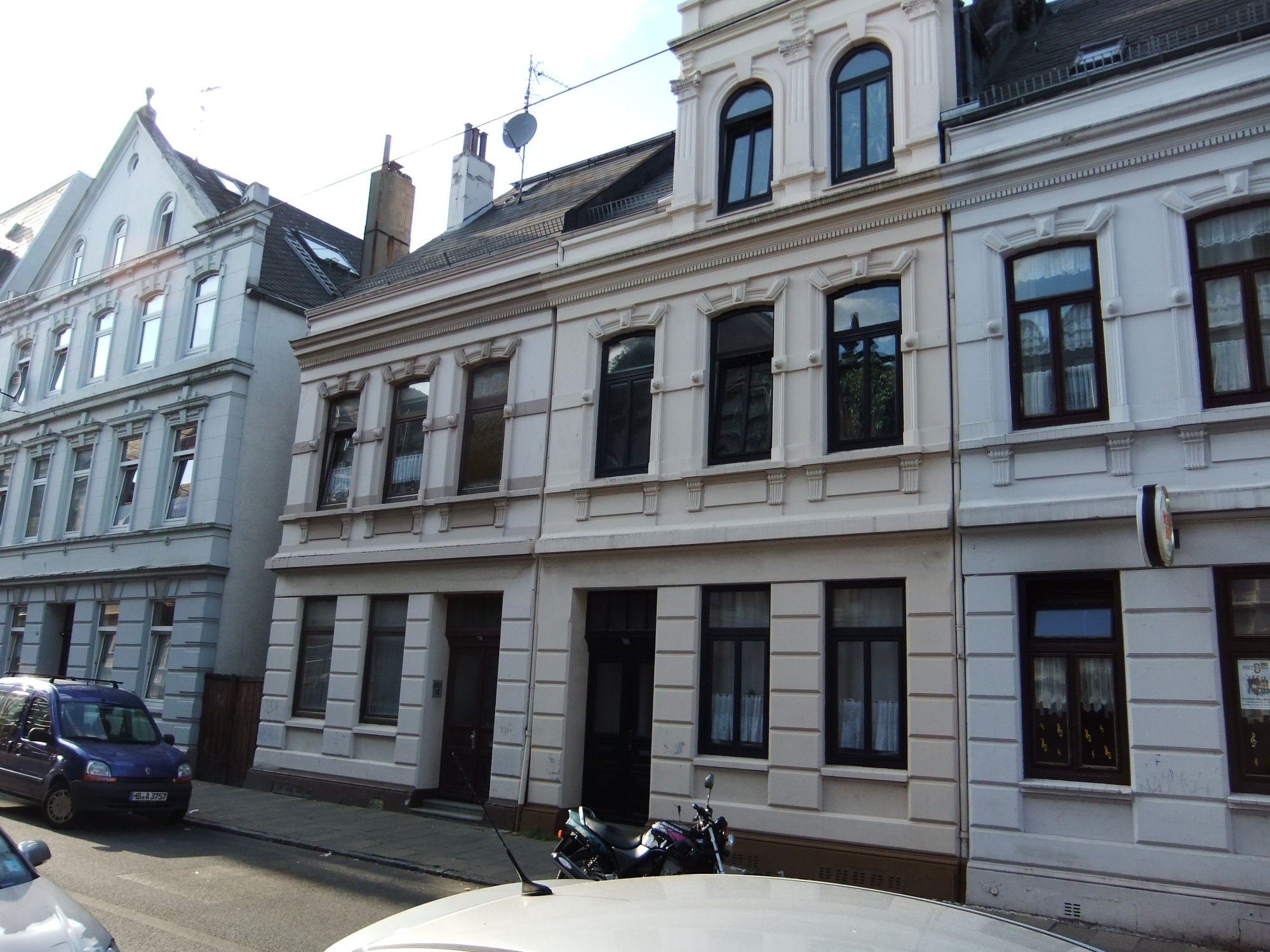
Heinrichstraße 18/20
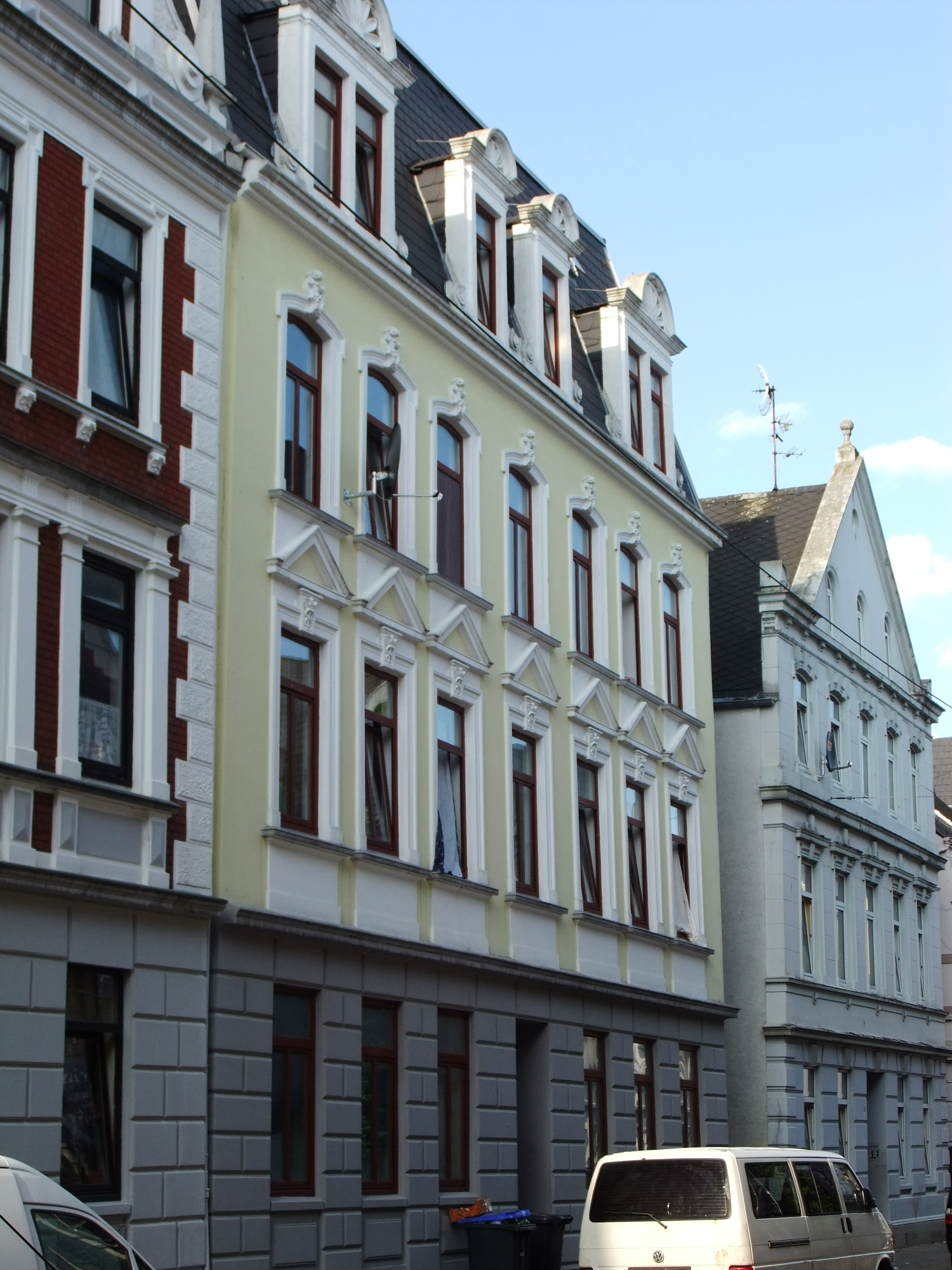
Heinrichstraße 24
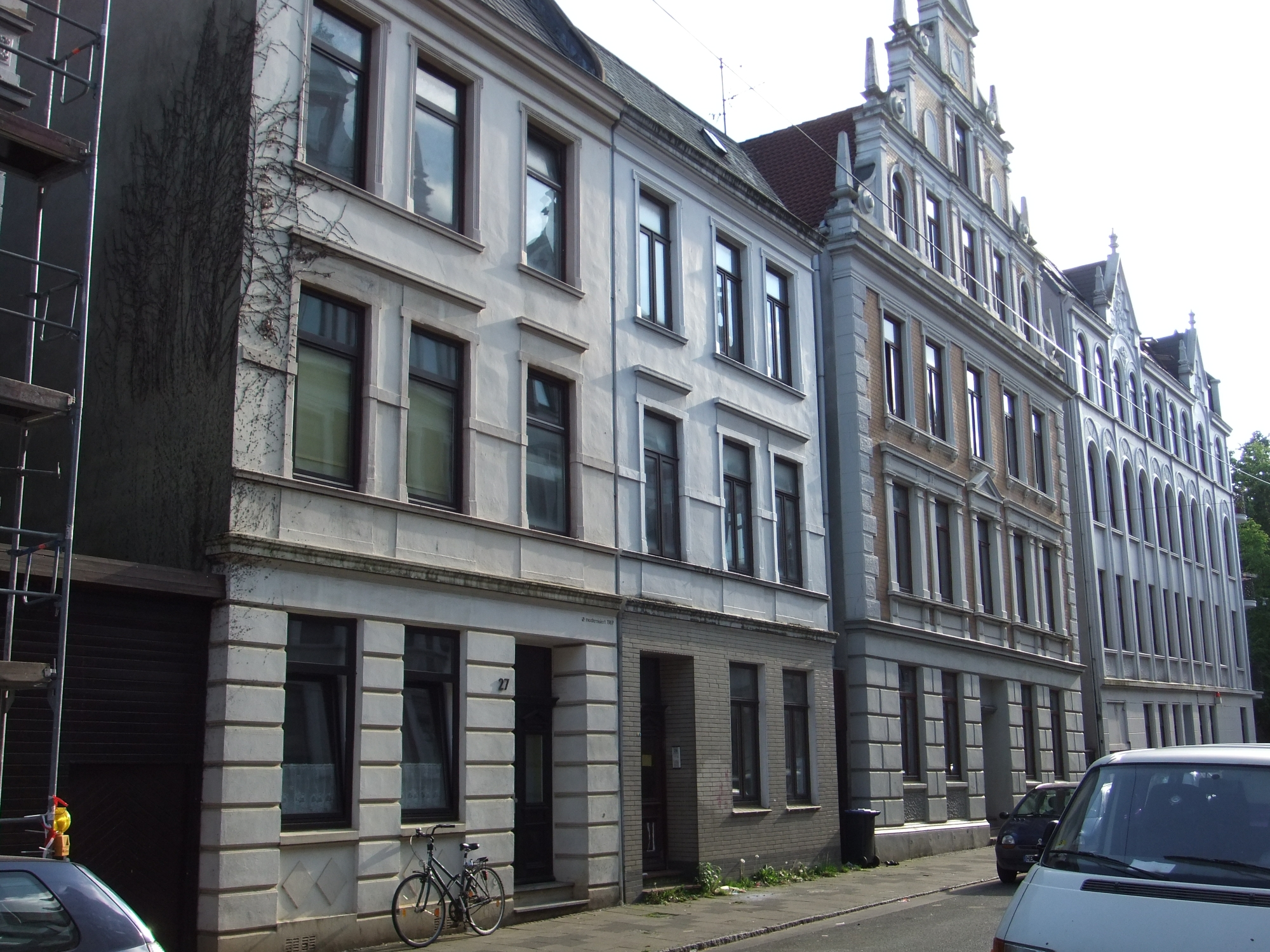
Heinrichstraße 27/29
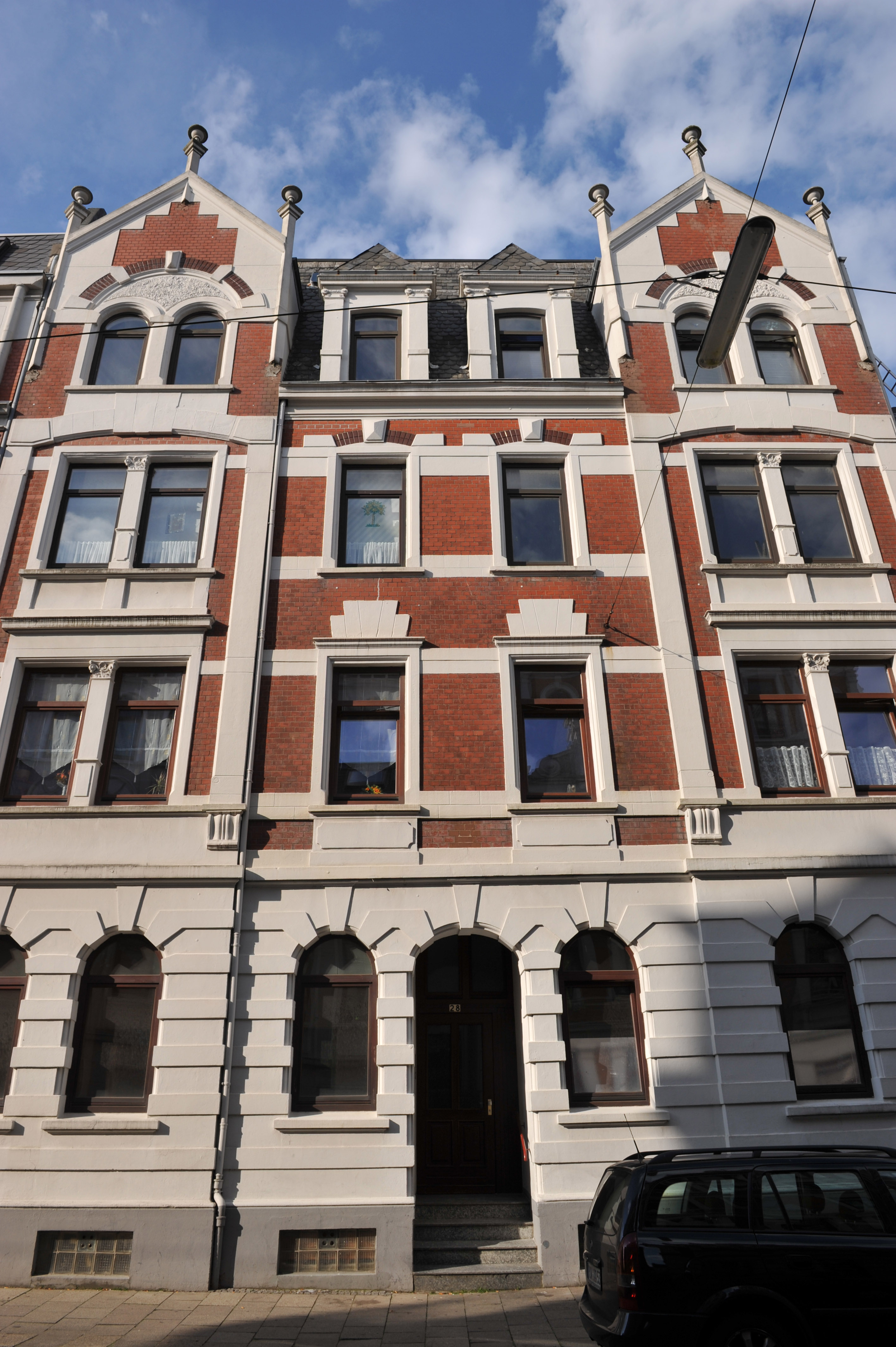
Heinrichstraße 28
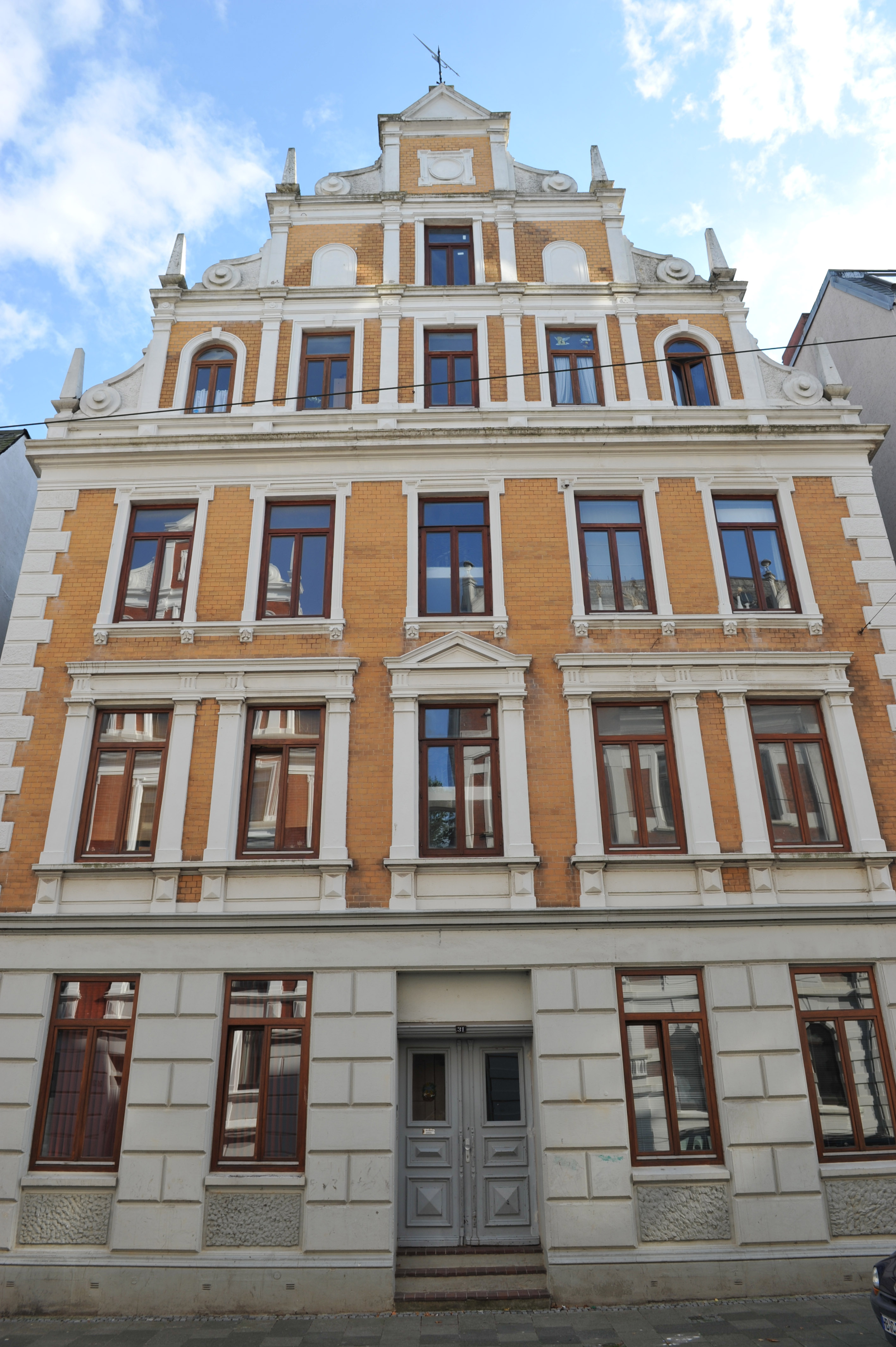
Heinrichstraße 31
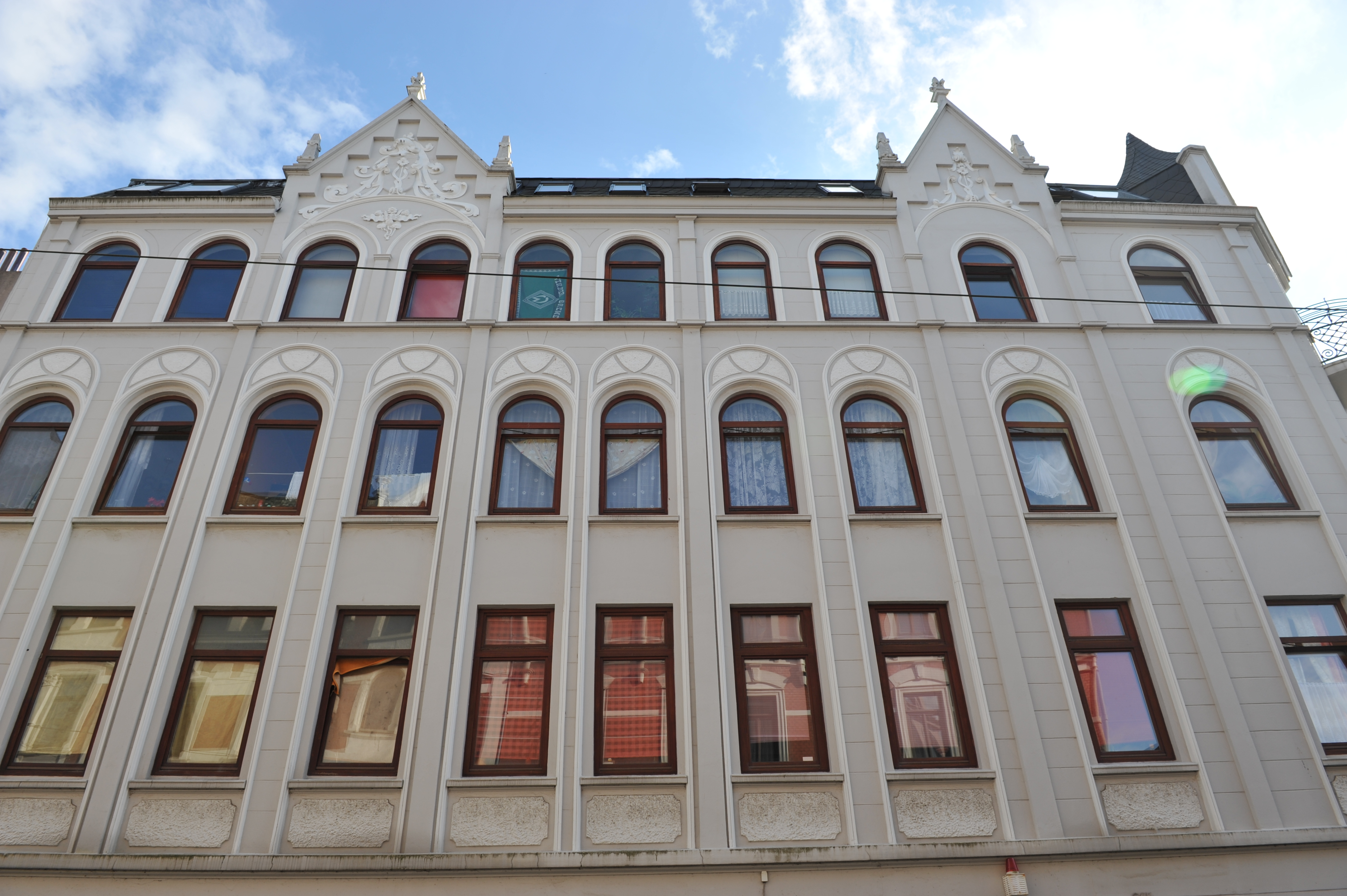
Heinrichstraße 33
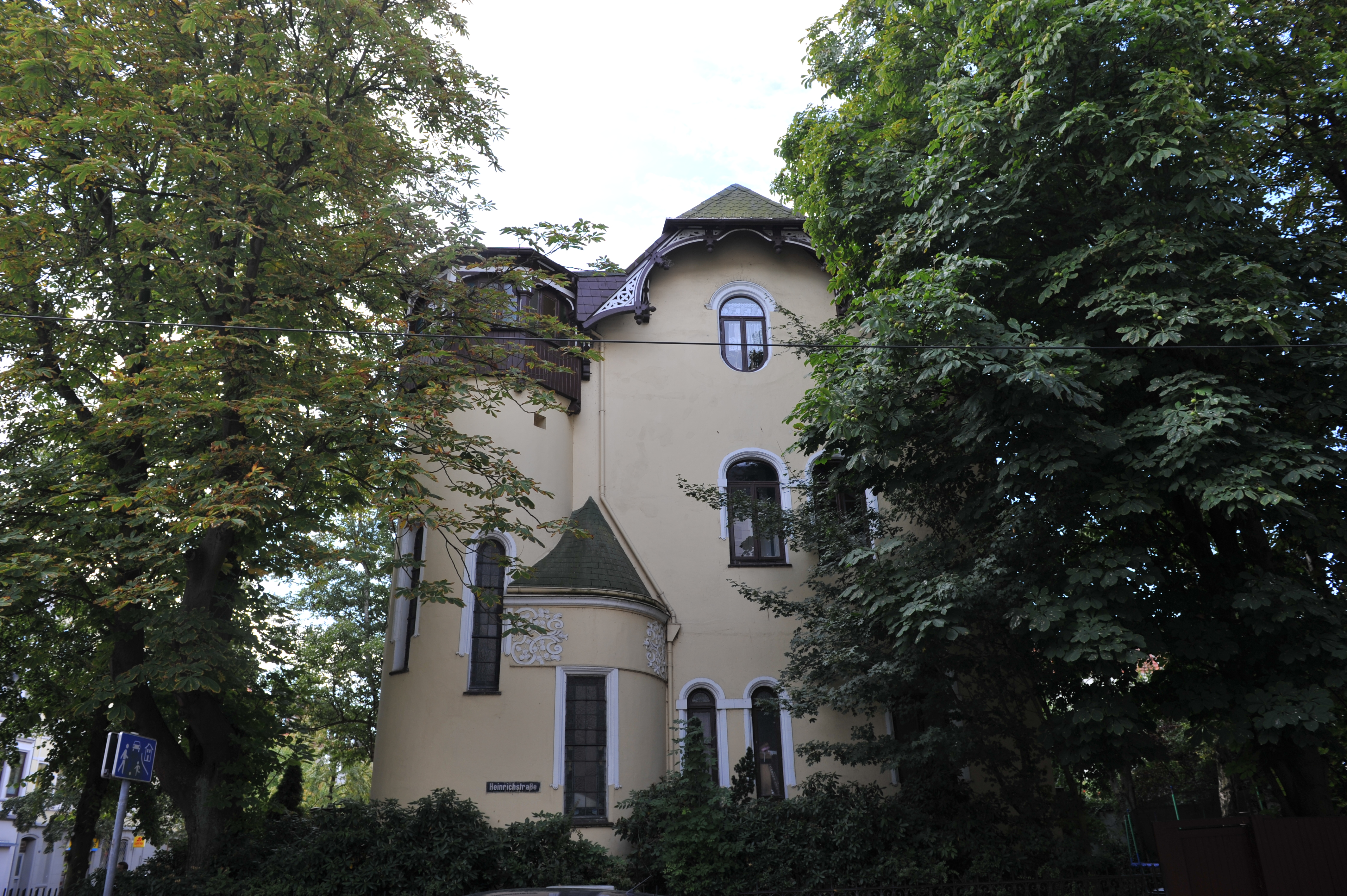
Goethestraße 41/Heinrichstraße
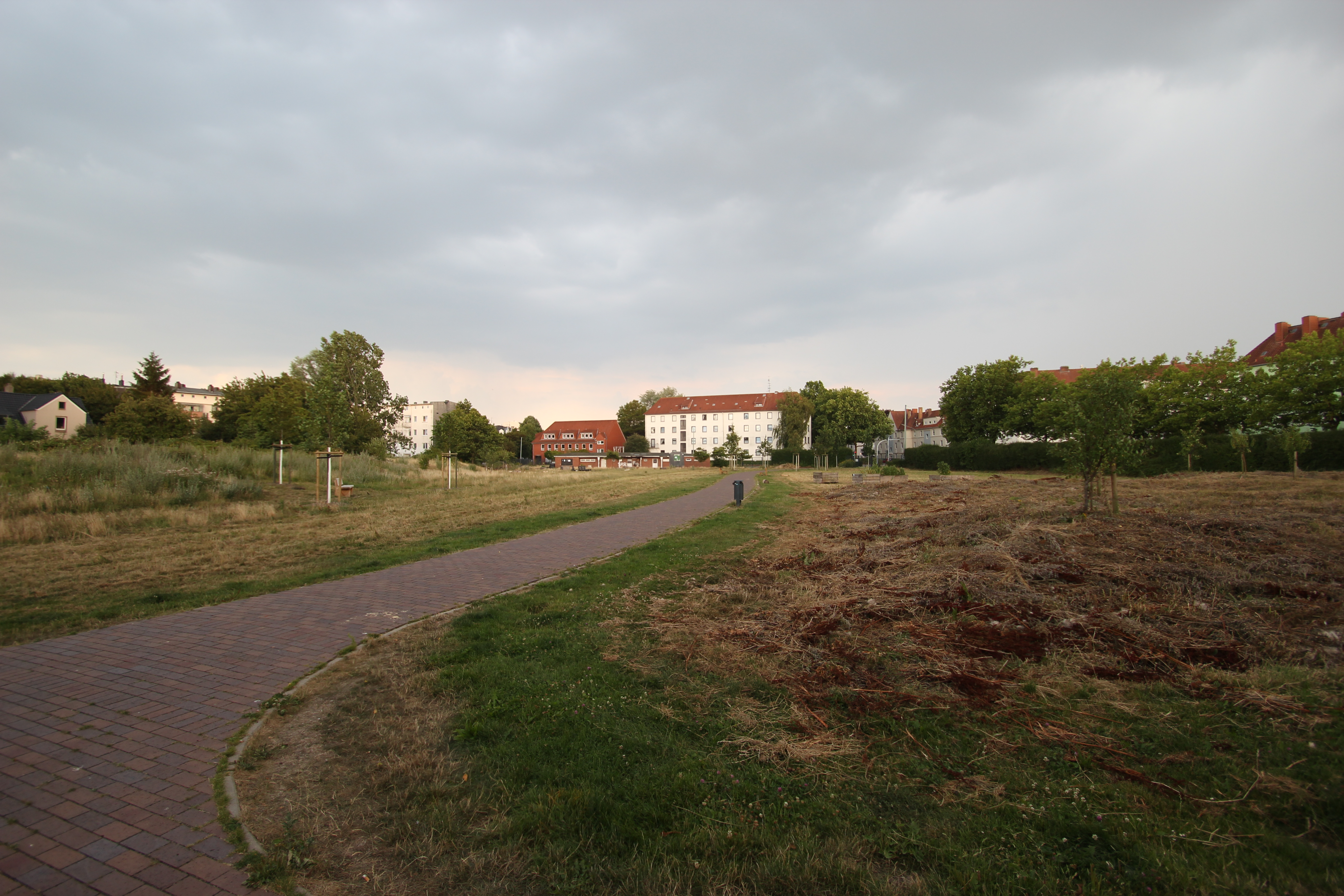
Grünzone des ehemaligen Zollinlandstadion

### Nebenstraßen
Die Straße sowie die Neben- und Anschlussstraßen wurden benannt Heinrichstraße nach dem Vornamen, Hafenstraße nach dem Hafen, Gnesener Straße nach der Stadt in Schlesien, Potsdamer Straße nach der Stadt in Brandenburg, Goethestraße nach dem Dichter Johann Wolfgang von Goethe, Körnerstraße nach dem Schriftsteller Theodor Körner, Neubrückshelmder (?), Geibelstraße nach dem Lyriker Emanuel Geibel und Pestalozzistraße nach dem Schweizer Pädagogen Johann Heinrich Pestalozzi.